# Descàrrega de pinzell

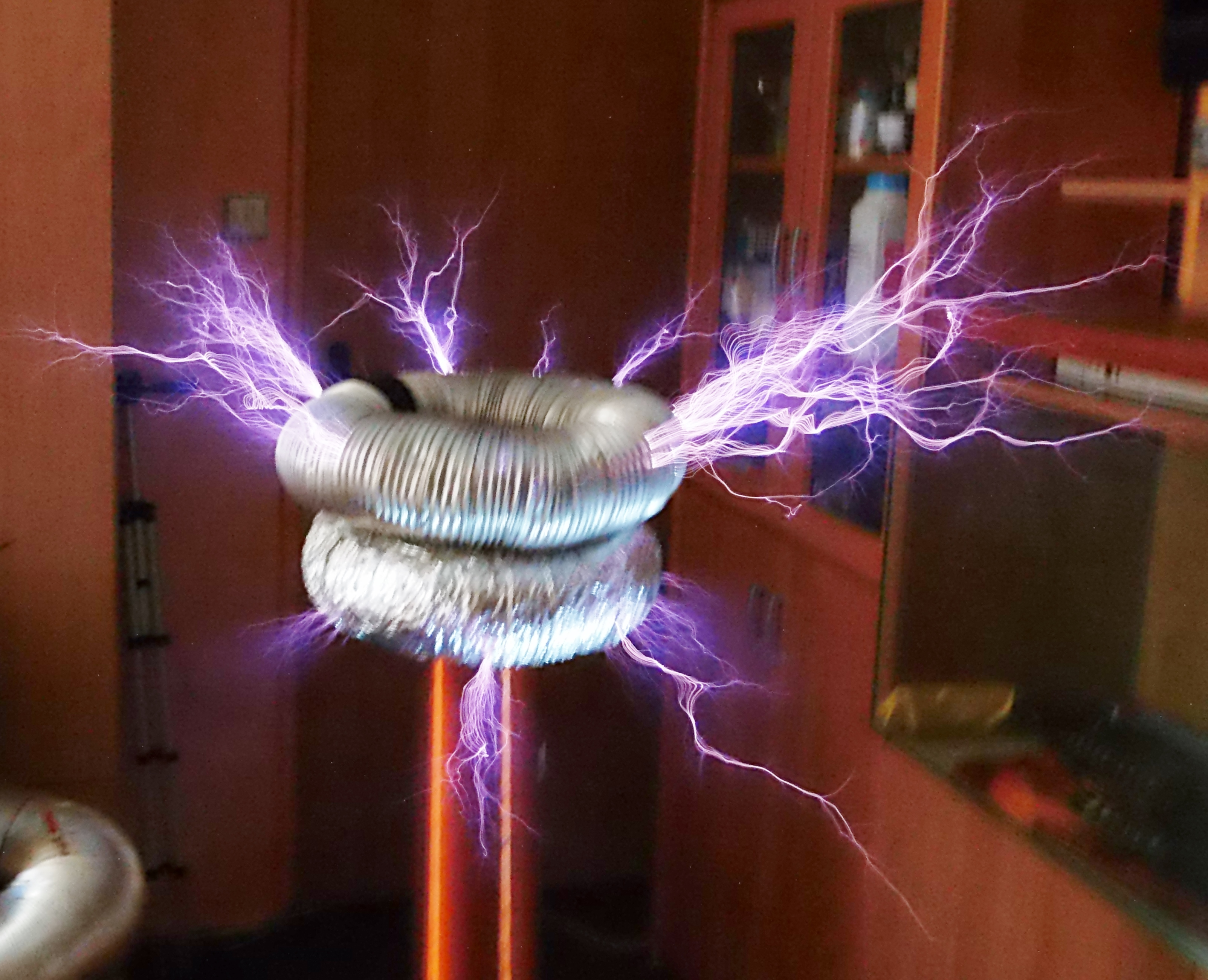
Bobina casolana de Tesla en funcionament, que mostra una Descàrrega de pinzell en un toroide. L'elevat camp elèctric fa que l'aire al voltant del terminal d'alta tensió es ionitzi i condueixi l'electricitat, permetent que l'electricitat es filtri a l'aire en coloraines descàrregues de corona, Descàrrega de pinzell i descàrregues d'arc. Les bobines Tesla s'utilitzen per a l'entreteniment en museus de ciència i en esdeveniments públics, i per a efectes especials en pel·lícules i televisió.

Una Descàrrega de pinzell és una descàrrega elèctrica disruptiva similar a una descàrrega de corona que té lloc en un elèctrode quan se li aplica una alta tensió, estant situat dins d'un fluid no conductor, generalment l'aire. Es caracteritza per múltiples espurnes lluminoses i escampades en totes direccions com serpentines de plasma compostes de partícules ionitzades, que surten repetidament de l'elèctrode cap a l'aire, sovint amb un so d'espurneig. Les serpentines s'estenen en forma de ventall, donant-li l'aspecte d'un “pinzell”.

## Descripció
De vegades, les descàrregues de corona i pinzell s'anomenen descàrregues d'un sol elèctrode perquè es produeixen al voltant d'un sol elèctrode i no s'estenen fins a l'elèctrode que porta tensió de polaritat contrària al circuit, com ho fa un arc elèctric (descàrrega entre dos elèctrodes).
- Descàrrega de corona: es produeix en punts i vores afilades (radi <1 mm). Es tracta d'una ionització uniforme (descàrrega de brillantor) visible com una brillantor estacionaria d'un to blau, es va esvaint a mesura que s'estén des del conductor.
- Descàrrega de pinzell: es produeix en un elèctrode corbat (radi entre 5 i 50 mm)[3] als voltants d'un elèctrode pla. Consisteix en un curt canal d'ionització que es descompon en un ventall de múltiples serpentines mòbils que s'estrenen cap a l'altre elèctrode. Si l'elèctrode és molt agut, normalment es produeix una descàrrega de corona en lloc d'una Descàrrega de pinzell.
- Descàrrega d'arc o d'espurna: descàrrega de "dos elèctrodes" que es produeix quan un canal ionitzat s'estén tot el camí d'un elèctrode a l'altre.[4] Això permet que flueixi un gran corrent, alliberant una gran quantitat d'energia.[5][6][7][8][9]